# DEDD2
DEDD2 (англ. Death effector domain containing 2) – білок, який кодується однойменним геном, розташованим у людей на довгому плечі 19-ї хромосоми. Довжина поліпептидного ланцюга білка становить 326 амінокислот, а молекулярна маса — 36 179.
| 10         |  | 20         |  | 30         |  | 40         |  | 50         |
| ---------- |  | ---------- |  | ---------- |  | ---------- |  | ---------- |
| MALSGSTPAP |  | CWEEDECLDY |  | YGMLSLHRMF |  | EVVGGQLTEC |  | ELELLAFLLD |
| EAPGAAGGLA |  | RARSGLELLL |  | ELERRGQCDE |  | SNLRLLGQLL |  | RVLARHDLLP |
| HLARKRRRPV |  | SPERYSYGTS |  | SSSKRTEGSC |  | RRRRQSSSSA |  | NSQQGQWETG |
| SPPTKRQRRS |  | RGRPSGGARR |  | RRRGAPAAPQ |  | QQSEPARPSS |  | EGKVTCDIRL |
| RVRAEYCEHG |  | PALEQGVASR |  | RPQALARQLD |  | VFGQATAVLR |  | SRDLGSVVCD |
| IKFSELSYLD |  | AFWGDYLSGA |  | LLQALRGVFL |  | TEALREAVGR |  | EAVRLLVSVD |
| EADYEAGRRR |  | LLLMEEEGGR |  | RPTEAS     |  |            |  |            |

A: Аланін

C: Цистеїн

D: Аспарагінова кислота

E: Глутамінова кислота

F: Фенілаланін

G: Гліцин

H: Гістидин

I: Ізолейцин

K: Лізин

L: Лейцин

M: Метіонін

N: Аспарагін

P: Пролін

Q: Глутамін

R: Аргінін

S: Серин

T: Треонін

V: Валін

W: Триптофан

Задіяний у таких біологічних процесах, як апоптоз, транскрипція, регуляція транскрипції, альтернативний сплайсинг. 
Білок має сайт для зв'язування з ДНК. 
Локалізований у ядрі.